# ISO 3166-2:AL
ISO 3166-2:AL és el subconjunt per a Albània de l'estàndard ISO 3166-2, publicat per l'Organització Internacional per Estandardització (ISO) que defineix els codis de les principals subdivisions administratives.
Actualment per a Albània, l'estàndard ISO 3166-2, està format per:
- 12 comtats
- 36 districtes

Cada codi es compon de dues parts, separades per un guió. La primera part és AL, el codi ISO 3166-1 alfa-2 per a Albània. La segona part són dos dígits per als comptats i dues lletres per als districtes:
Els codis pels comtats estan assignats per ordre alfabètic en albanès. Excepte per al comtat de Dibër, el codi del qual està assignat basat en la seva capital, Peshkopi i per al districte de Kolonjë el codi del qual està assignat basat en la seva capital, Ersekë.

## Codis actuals
Els noms de les subdivisions estan llistades segons l'ISO 3166-2 publicat per la "ISO 3166 Maintenance Agency" (ISO 3166/MA)
Els noms de les subdivisions estan ordenats per ordre alfabètic en albanès: a-c, ç, d, dh, e, ë, f-g, gj, h-l, ll, m-n, nj, o-r, rr, s, sh, t, th, u-x, xh, y-z, zh.

### Comtats
| Codi  | Nom de subdivisió (sq) |
| ----- | ---------------------- |
| AL-01 | Berat                  |
| AL-09 | Dibër                  |
| AL-02 | Durrës                 |
| AL-03 | Elbasan                |
| AL-04 | Fier                   |
| AL-05 | Gjirokastër            |
| AL-06 | Korçë                  |
| AL-07 | Kukës                  |
| AL-08 | Lezhë                  |
| AL-10 | Shkodër                |
| AL-11 | Tiranë                 |
| AL-12 | Vlorë                  |

### Districtes
| Codi  | Nom del districte | Nom del comtat en el que pertany el districte |
| ----- | ----------------- | --------------------------------------------- |
| AL-BR | Berat             | Comtat de Berat 01                            |
| AL-BU | Bulqizë           | Comtat de Dibër 09                            |
| AL-DL | Delvinë           | Comtat de Vlorë 12                            |
| AL-DV | Devoll            | Comtat de Korçë 06                            |
| AL-DI | Dibër             | Comtat de Dibër 09                            |
| AL-DR | Durrës            | Comtat de Durrës 02                           |
| AL-EL | Elbasan           | Comtat d'Elbasan 03                           |
| AL-FR | Fier              | Comtat de Fier 04                             |
| AL-GR | Gramsh            | Comtat d'Elbasan 03                           |
| AL-GJ | Gjirokastër       | Comtat de Gjirokastër 05                      |
| AL-HA | Has               | Comtat de Kukës 07                            |
| AL-KA | Kavajë            | Comtat de Tiranë 11                           |
| AL-ER | Kolonjë           | Comtat de Korçë 06                            |
| AL-KO | Korçë             | Comtat de Korçë 06                            |
| AL-KR | Krujë             | Comtat de Durrës 02                           |
| AL-KC | Kuçovë            | Comtat de Berat 01                            |
| AL-KU | Kukës             | Comtat de Kukës 07                            |
| AL-KB | Kurbin            | Comtat de Lezhë 08                            |
| AL-LE | Lezhë             | Comtat de Lezhë 08                            |
| AL-LB | Librazhd          | Comtat d'Elbasan 03                           |
| AL-LU | Lushnjë           | Comtat de Fier 04                             |
| AL-MM | Malësi e Madhe    | Comtat de Shkodër 10                          |
| AL-MK | Mallakastër       | Comtat de Fier 04                             |
| AL-MT | Mat               | Comtat de Dibër 09                            |
| AL-MR | Mirditë           | Comtat de Lezhë 08                            |
| AL-PQ | Peqin             | Comtat d'Elbasan 03                           |
| AL-PR | Përmet            | Comtat de Gjirokastër 05                      |
| AL-PG | Pogradec          | Comtat de Korçë 06                            |
| AL-PU | Pukë              | Comtat de Shkodër 10                          |
| AL-SR | Sarandë           | Comtat de Vlorë 12                            |
| AL-SK | Skrapar           | Comtat de Berat 01                            |
| AL-SH | Shkodër           | Comtat de Shkodër 10                          |
| AL-TE | Tepelenë          | Comtat de Gjirokastër 05                      |
| AL-TR | Tiranë            | Comtat de Tiranë 11                           |
| AL-TP | Tropojë           | Comtat de Kukës 07                            |
| AL-VL | Vlorë             | Comtat de Vlorë 12                            |